# 宁山卫
宁山卫，明代卫所名。
得名源于河南修武境内的宁北山，洪武十一年（1378年）改宁山千户所置，隶属河南都司，总属中军都督府辖制。至明成祖以后，改归直隶管辖，隶属后军都督府。宁山卫分为东、西两屯，其中靠近滑县、浚县地方者为东屯；靠近新乡县、辉县、获嘉县地方者为西屯。另外宁山卫还兼顾着卫戍京师的作用。
明代宁山卫之官廨设于山西泽州（今山西晋城市城区北石店镇），但屯田于今河南境内，隶属关系较为复杂。宁山卫屯田地域广阔，在滑县、浚县、新乡、辉县、获嘉五县境内皆有宁山卫屯田，其中明朝时，滑县、浚县隶属直隶大名府，新乡、辉县和获嘉则隶属河南卫辉府。民国二十四年《河南获嘉县志》卷十《职官》：“宁山卫指挥使一人，指挥同知二人，指挥佥事四人，镇抚二人。所正千户一人，副千户二人，镇抚二人，百户十人。”
至顺治十八年（1661年），因遥制不便，宁山卫归并县管，无复军民之分。